# Liste der Burgen, Schlösser, Ansitze und wehrhaften Stätten im Bezirk Murau
Diese Liste nennt die Burgen, Schlösser, Ansitze und wehrhaften Stätten im Bezirk Murau in der Steiermark.

## Erklärung zur Liste
- Name: Name der Anlage.
- Gemeinde: Zeigt an, in welcher Gemeinde sich die Anlage befindet.
- Lage: Zeigt die Geokoordinaten an.
- Typ: Es wird der Befestigungstyp angegeben, wie Burg, Festung, Schloss, Gutshof, Wehrkirche, Wallanlage.
- Geschichte: kurzer geschichtlicher Abriss
- Zustand: Beschreibung des heutigen Zustands bzw. der Verwendung.
- Bild: Zeigt wenn möglich ein Bild der Anlage an. Das Symbol  führt zu weitern Bildern auf wikimedia commons.
- Denkmalschutz: führt zum Eintrag in der Denkmalliste, falls Denkmalschutz besteht.

Die Liste ist alphabetisch nach den Namen der Gemeinden und innerhalb der Gemeinden nach den Namen der Anlagen sortiert. Alternativ ist durch Klicken auf die Spaltenüberschriften eine Sortierung nach Anlagennamen, Typ oder Geschichte (Alter) möglich.

## Liste
| Name                                                  | Gemeinde                     | Lage         | Typ                        | Geschichte | Zustand | Bild | Denkmalschutz                                                                                       |
| ----------------------------------------------------- | ---------------------------- | ------------ | -------------------------- | --- | --- | ---- | --------------------------------------------------------------------------------------------------- |
| Ruine Brand am Hohenwart (Halmar, Hohe Brücke Südost) | Mühlen                       | Lage         | Burg (?)                   | mittelalterlich? slawische Keramikfunde. im 19. Jahrhundert als Burgruine Brand am Hohenwart erwähnt. | weitläufige Befestigung im Gelände erkennbar; ganz geringe Mauerreste                                                                                          |      | nein                                                                                                |
| Burg Hohenberg                                        | Mühlen                       | Lage?        | Burg                       | Hohenberger im 12. und 13. Jahrhundert urkundlich genannt; 1309 Burgstall erwähnt. | abgekommen |      | nein                                                                                                |
| Obersteinerkogel                                      | Mühlen                       | Lage         | Befestigung                | befestigte Kuppe | Befestigungsspuren erkennbar |      | nein                                                                                                |
| Pichlhof                                              | Mühlen                       | Lage         | Gutshof                    | um 1600 zu Adelssitz ausgebauter Bauernhof. | erhalten, bewohnt. |      | nein                                                                                                |
| Hof Predal (Prethal)                                  | Mühlen                       | ungef. Lage  | adeliger Hof               | adeliger Hof; zunächst im Besitz der Hamerl. 1444 an Anna von Stubenberg verkauft. wurde dann Bauernhof. | abgekommen; wohl Vorgängerbau des heutigen Bauernhofs Prethal. gleichzusetzen mit den spärlichen, undatierten Befestigungsresten westlich des heutigen Hofs?   |      | nein                                                                                                |
| Prieg (Preg) bei Mühlen                               | Mühlen                       | Lage         | Burg (?)                   | vermutlich mittelalterliche Befestigung; die nahe Kirche St. Helena (Mühlen) vielleicht aus ehemaliger Burgkapelle hervorgegangen. | Befestigungsspuren erkennbar. |      | nein                                                                                                |
| Schloss Velden                                        | Mühlen                       | Lage         | Schloss                    | hervorgegangen aus Maierhof der (abgekommenen) Burg Hohenberg. heutiger Bau ab 1570 errichtet. | ruinös |      | 36570                                                                                               |
| Plateau bei Velden                                    | Mühlen                       | Lage         | prähistorische Befestigung | befestigtes Plateau; prähistorische Befestigung(?) | Befestigungsspuren erkennbar |      | nein                                                                                                |
| Allach/Burgstall                                      | Murau                        | Lage         | Hof und Burgstall          | 1422 Edelsitz Hof Allach genannt. darüber ummauerter Moar am Bichl. oberhalb des vulgo Burgstaller der Schlossbichl. | Befestigungsreste am Schlossbichl erkennbar. |      | nein                                                                                                |
| Burg Grünfels                                         | Murau                        | Lage         | Burg                       | ab 1366 erwähnt. | frühgotischer Wehrturm und ein Wohngebäude des 17. Jahrhunderts erhalten.                                                                                      |      | 47787                                                                                               |
| Kapuzinerkloster Murau                                | Murau                        | Lage         | ummauertes Kloster         | erbaut 1645 bis 1648. | Klostergebäude und Teile der Ummauerung erhalten. |      | 119820 36417                                                                                        |
| Stadtbefestigung Murau                                | Murau                        | Lage         | Stadtbefestigung           | mittelalterliche Stadtbefestigung aus Ringmauer, Wehrtürmen und ehemals 9 Toren. | 2 Tore und kleinere Teile der Mauern und kleinerer Wehrtürme erhalten. Ehemaliger mächtiger Wehrturm umgebaut erhalten, diente im 20. Jahrhundert als Rathaus. |      | 9573 120712 119596 120708                                                                           |
| Schloss Obermurau                                     | Murau                        | Lage         | Schloss                    | Burg ab 13. Jahrhundert; im 17. Jahrhundert abgetragen und 1628 bis 1643 heutiges Schloss errichtet. | erhalten; teils bewohnt, teils zu besichtigen. |      | 36418                                                                                               |
| Wehrkirche St. Leonhard                               | Murau                        | Lage         | Wehrkirche                 | Kirche des 15. Jahrhunderts, damals von Wehrmauer umgeben. | Wehrmauer nur mehr teilweise erhalten. |      | 57407                                                                                               |
| Wedam-Schlössl                                        | Murau                        | Lage         | Schloss                    | erbaut Mitte 16. Jahrhundert. | erhalten |      | 36511                                                                                               |
| Adelsberg                                             | Neumarkt in der Steiermark   | Lage         | befestigtes Plateau        | undatierbar | Befestigungsspuren |      | nein                                                                                                |
| Turm Baunagl (Percha?)                                | Neumarkt in der Steiermark   | Lage         | Turm                       | mittelalterlicher Turm. von manchen als der im 13. Jahrhundert erwähnte Turm Percha identifiziert, der jedoch laut Baravalle beim Hundsbichler Schloss lag. baulich eher Wachtturm als Wehrturm. | Turmrest bildet heute Kern eines Bauernhofs (Baunagl-Hof). |      | nein                                                                                                |
| Hof Bischofberg                                       | Neumarkt in der Steiermark   | ungef. Lage  | adeliger Hof               | schon ab 930 Salzburger Gut erwähnt. ab 1329 Edle von Bischofberg erwähnt. zahlreiche Besitzwechsel, vielleicht seit Ende des 16. Jahrhunderts Bauernhof. | abgekommen; wohl beim heutigen Weiler Bischofsberg. |      | nein                                                                                                |
| Doblhof                                               | Neumarkt in der Steiermark   | Lage         | Gutshof                    | urkundlich ab 1556 erwähnt. 17./18. Jahrhundert im Besitz von Kleinadeligen. | umgebaut erhalten, als Bauernhof genutzt |      | nein                                                                                                |
| Burg Dürnstein                                        | Neumarkt in der Steiermark   | Lage         | Burg                       | Burg ab 1144 urkundlich erwähnt. Verfall ab Ende des 16. Jahrhunderts. | Ruine, teilweise wiederhergestellt. |      | 96812                                                                                               |
| Dürnstein, Belagerung                                 | Neumarkt in der Steiermark   | Lage         | Belagerungsposten          | Befestigung der ungarischen Belagerer Dürnsteins, Ende des 15. Jahrhunderts. | Befestigungsspuren erkennbar. |      | nein                                                                                                |
| Turmhof Ertl                                          | Neumarkt in der Steiermark   | Lage         | Turmhof                    | mittelalterlich | so genanntes Gerichtsgebäude erhalten |      | 107656                                                                                              |
| Schloss Forchtenstein                                 | Neumarkt in der Steiermark   | Lage         | Schloss                    | römischer Wachtturm im Kern des Turms. Wehrbau wohl ab Mitte des 12. Jahrhunderts. Anfang des 19. Jahrhunderts ruinös. Ende 19. Jahrhunderts Umbau der Ruine in ein Wohnschloss. ab 1957 Europahaus. im 20. Jahrhundert weitere Umbauten. | teils (pseudo)wiederaufgebaut erhalten. |      | 36444                                                                                               |
| Hof und Turm Graslupp                                 | Neumarkt in der Steiermark   | ungef. Lage  | adeliger Hof, Turm         | bereits 860 Gut genannt. daneben wurde wehrhafter Turm errichtet. Sitz bis ins 14. Jahrhundert; Reste des Turms 1820 abgetragen. | abgekommen, verschollen; beim heutigen Weiler Graslupp. |      | nein                                                                                                |
| Greith                                                | Neumarkt in der Steiermark   | Lage         | Wehrhof                    | mittelalterlicher Wehrhof. | abgekommen; befestigter Hügel erkennbar. |      | nein                                                                                                |
| Gugga                                                 | Neumarkt in der Steiermark   | Lage         | befestigte Kuppe           | befestigte Kuppe unbekannten Alters. | Befestigungsspuren. |      | nein                                                                                                |
| Haag                                                  | Neumarkt in der Steiermark   | Lage         | Wehrhof                    | | abgekommen |      | nein                                                                                                |
| Turm Hasenbach                                        | Neumarkt in der Steiermark   | ungef. Lage  | Turm                       | 1395 und 1413 Turm Hasenbach erwähnt. | abgekommen/verschollen. |      | nein                                                                                                |
| Schloss Hundsbichl (Perchau)                          | Neumarkt in der Steiermark   | Lage         | Schloss?                   | mittelalterlicher Turm ab 11. Jahrhundert erwähnt; daneben im 14. Jahrhundert weiterer Sitz (Perchau/Krug/Stein) errichtet. sagenhaftes Schloss Hundsbichl. wurden Ende 15. Jahrhundert(?) zu Bauernhöfen. heutige Kirche wohl an Stelle der ehemaligen Burgkapelle. aus Trümmern des Schlosses wurden 1790 Pfarrhof und 1833 Schule Perchau gebaut. | abgekommen/verschollen |      | nein                                                                                                |
| Burg Kalsberg                                         | Neumarkt in der Steiermark   | Lage         | Burg                       | errichtet um 1200? urkundlich erwähnt ab 1328. 1480 von Ungarn besetzt. 1542 als Ruine erwähnt. | Ruine |      | nein                                                                                                |
| Klause Königreich                                     | Neumarkt in der Steiermark   | Lage         | Klause                     | ab 1122 verlief hier die Grenze zwischen Steiermark und Kärnten; Grenzsperre bis ins 14. Jahrhundert? | geringe Mauerreste. |      | nein                                                                                                |
| Schloss Lind                                          | Neumarkt in der Steiermark   | Lage         | Schloss                    | 1660 errichtet; im 18. Jahrhundert umgebaut. | erhalten; teils bewohnt, teils als Museum genutzt. |      | 125671                                                                                              |
| Burg Lind                                             | Neumarkt in der Steiermark   | Lage         | Burg                       | ab 1312 erwähnt. Mitte des 19. Jahrhunderts Burg noch weitgehend erhalten. | Ruine, nur mehr Bergfried erhalten. |      | 125671                                                                                              |
| Wehrkirchenanlage Mariahof                            | Neumarkt in der Steiermark   | Lage         | Tabor                      | gotische Kirche 1419 mit Nebengebäuden und Wehranlagen errichtet (am Standort einer seit dem 11. Jahrhundert bestehenden Kirche). Nach Zerstörung durch Ungarn bis Anfang des 16. Jahrhunderts wiederhergestellt; Zinnen und Scharten eher dekorativ als wehrhaft.                                                                                   | einschließlich Teilen der Wehranlage erhalten. |      | 57360 57361 93270 93272 93274                                                                       |
| Burg Mitterberg                                       | Neumarkt in der Steiermark   | Lage         | Burg                       | Burg des 10. Jahrhunderts; deren Reste mit romanischer Kirche überbaut. | Burg abgekommen (durch Grabungen nachgewiesen); Kirchengebäude aus Ruine wiederaufgebaut.                                                                      |      | 71582                                                                                               |
| Mooshof                                               | Neumarkt in der Steiermark   | Lage         | adeliger Hof               | adeliger Hof; von Ende 16. bis ins 18. Jahrhundert in kleinadeligem Besitz. | abgekommen; beim heutigen Mohshof. |      | nein                                                                                                |
| Neudeck, Untere Burg 1                                | Neumarkt in der Steiermark   | Lage         | Burg                       | Neudeck ab Mitte des 12. Jahrhunderts genannt (die drei eng beieinander liegenden Burgen urkundlich nicht unterscheidbar). Ende des 15. Jahrhunderts zerstört. Burgkapelle (Filialkirche St. Nikolai) in Franzosenkriegen 1797 zerstört. | Ruine |      | nein                                                                                                |
| Neudeck, Untere Burg 2                                | Neumarkt in der Steiermark   | Lage         | Burg                       | Neudeck ab Mitte des 12. Jahrhunderts genannt (die drei eng beieinander liegenden Burgen urkundlich nicht unterscheidbar). Ende des 15. Jahrhunderts zerstört. | Ruine |      | nein                                                                                                |
| Neudeck, Obere Burg (Grafenstein)                     | Neumarkt in der Steiermark   | Lage         | Burg                       | Neudeck ab Mitte des 12. Jahrhunderts genannt (die drei eng beieinander liegenden Burgen urkundlich nicht unterscheidbar). Ende des 15. Jahrhunderts zerstört. In Sage und Reiseliteratur des 19. Jahrhunderts auch Grafenstein genannt; dieser Name jedoch nicht urkundlich nachweisbar.                                                            | Ruine; 100 m nö davon bearbeitete Kuppe (Vorburg? Belagerungsbau?)                                                                                             |      | 124417                                                                                              |
| Marktbefestigung Neumarkt                             | Neumarkt in der Steiermark   | Lage         | Marktbefestigung           | Markt wohl im frühen 13. Jahrhundert befestigt. | kleine Teile erhalten |      | 117846                                                                                              |
| Schloss Oberdorf                                      | Neumarkt in der Steiermark   | Lage         | Schloss                    | kleiner Wehrbau ab 14. Jahrhundert. um 1600 ersetzt durch Schloss. | ruinös, teils Sanierungsmaßnahmen. |      | 80658                                                                                               |
| Pichlschloss                                          | Neumarkt in der Steiermark   | Lage         | Schloss                    | ab 1305 genannt. | erhalten |      | 129825                                                                                              |
| Polanhof                                              | Neumarkt in der Steiermark   | ungef. Lage  | adeliger Hof               | adeliger Hof; im 13./14. Jahrhundert genannt. | abgekommen; wohl beim heutigen Ort Pöllau. |      | nein                                                                                                |
| Rainhof                                               | Neumarkt in der Steiermark   | ungef. Lage  | adeliger Hof               | adeliger Hof; ab Ende des 13. Jahrhunderts genannt. wurde später Bauernhof. | abgekommen; wohl beim heutigen Hof Rain. |      | nein                                                                                                |
| Reithenstein (Grub)                                   | Neumarkt in der Steiermark   | Lage         | Burg                       | mittelalterliche Burg; 1393 zerstört. Steine noch im 20. Jahrhundert als Baumaterial verwendet. | abgekommen; Standort noch erkennbar. |      | nein                                                                                                |
| Wehrkirche St. Marein                                 | Neumarkt in der Steiermark   | Lage         | Wehrkirche und -pfarrhof   | romanische Kirche in Türkenkriegen um 1480 zerstört, dann wehrhaft aufgebaut. | Schießscharten am Gang des Pfarrhofs erhalten. |      | 57665 57664                                                                                         |
| Hof zu St. Marein                                     | Neumarkt in der Steiermark   | ungef. Lage  | adeliger Hof               | adeliger Hof; ab Ende des 13. Jahrhunderts genannt, Eppensteiner Besitz. ab 18. Jahrhundert in bürgerlichem Besitz. | abgekommen |      | 105406 oder eine der umliegenden, wohl wegen vermuteter Bodendenkmäler, geschützten Liegenschaften? |
| Turm See                                              | Neumarkt in der Steiermark   | Lage         | Burg                       | | Ruine |      | nein                                                                                                |
| Burg Stadlau (Stadau)                                 | Neumarkt in der Steiermark   | ungef. Lage  | Burg                       | Stadauer 13. bis 15. Jahrhundert genannt. | abgekommen, verschollen; wohl oberhalb des Weilers Stadlob. |      | nein                                                                                                |
| Burg Steinschloss                                     | Neumarkt in der Steiermark   | Lage         | Burg                       | Burg Anfang des 12. Jahrhunderts erbaut, anstelle eines Vorgänger-Wehrbaus. Um 1530 modernisiert und ausgebaut. Verfall ab 18. Jahrhundert. | Ruine |      | 93316                                                                                               |
| Turm (Turri) bei Neumarkt (= Planberg/Fuchsbichl?)    | Neumarkt in der Steiermark   | Lage?        | Burg                       | ab 1251 Herren von Turri erwähnt, Salzburger Besitz. Bau 1292 zerstört. | abgekommen, verschollen; wird oberhalb von Mariahof vermutet (vielleicht mit Befestigungsspuren am Planberg bzw. Fuchsbichl gleichzusetzen?).                  |      | nein                                                                                                |
| Burg Vockenberg                                       | Neumarkt in der Steiermark   | ungef. Lage  | Burg                       | Vokenperger ab 1181 erwähnt. Wehrbau wohl schon im 14. Jahrhundert untergegangen. | abgekommen; wohl beim Weiler Vockenberg. |      | nein                                                                                                |
| Weiherhüter Höhe                                      | Neumarkt in der Steiermark   | Lage?        | Befestigung?               | sagenumwobene Kuppe (lt. Überlieferung Schloss-Standort; prähistorische Anlage?) | ehemals schwache Befestigungsspuren durch intensive Landwirtschaft nicht mehr erkennbar.                                                                       |      | nein                                                                                                |
| Turm zu Zeltschach (Zeutschach)                       | Neumarkt in der Steiermark   | ungef. Lage  | adeliger Hof, Turm         | ursprünglich Besitz der Grafen von Friesach und Zeltschach. Sitz ab dem frühen 12., Turm bis ins 16. Jahrhundert genannt. | abgekommen, verschollen; beim heutigen Weiler Zeutschach. |      | nein                                                                                                |
| Schloss Mainhartsdorf (Paterschlössl)                 | Oberwölz                     | Lage         | Schloss                    | Sitz 1165 genannt; heutiges Gebäude frühbarock errichtet bzw. 18./19. Jahrhundert umgestaltet. | erhalten |      | 8777                                                                                                |
| Stadtbefestigung Oberwölz                             | Oberwölz                     | Lage         | Stadtbefestigung           | um 1300 Ort befestigt. 1814 einige Türme abgebrochen. | teilweise erhalten. |      | 119312 111659 111658 57451 57449 57450 111395 111660 119873 111661                                  |
| Schloss Pachern                                       | Oberwölz                     | Lage         | Schloss                    | Gut ab 1304 genannt. heutiger Bau nach Brand von 1694 als Gewerkensitz errichtet. | in schlechtem Zustand. |      | 91109                                                                                               |
| Burg Rothenfels (Welz)                                | Oberwölz                     | Lage         | Burg                       | Burg Welz ab 11. Jahrhundert. ab 1305 als Rothenfels erwähnt. fürstbischöflich-freisingische Burg. 1803 verstaatlicht; 1823 an privat verkauft. | Gebäude erhalten; die im 18. Jahrhundert erwähnte Ringmauer abgekommen.                                                                                        |      | 77358                                                                                               |
| Gartlerhof (Gartelhof)                                | Ranten                       | Lage         | Ansitz                     | Amtshof des Bistums Lavant. Heutiger Bau etwa von 1750, gelangte in bäuerlichen Besitz. | in schlechtem Zustand. |      | 108339                                                                                              |
| Schloss Ranten                                        | Ranten                       | ungef. Lage  | Schloss                    | ab 1160 klösterlicher Amtshof. im 16. Jahrhundert zu Schloss ausgebaut. Mitte des 19. Jahrhunderts ruinös, später abgerissen. | abgekommen |      | nein                                                                                                |
| Irenfritzhof                                          | Sankt Georgen am Kreischberg | Lage         | Wehrbau                    | 1168 wehrfähiger Hof genannt. 1928 abgebrannt. | Gutshof abgekommen. Nebengebäude und unterirdischer Gang erhalten.                                                                                             |      | 45400                                                                                               |
| Schlossbichl Kaindorf                                 | Sankt Georgen am Kreischberg | Lage         | Befestigung                | mittelalterlich? | |      | nein                                                                                                |
| Burgstall ob Wandritsch                               | Sankt Georgen am Kreischberg | Lage         | Burgstall                  | im 14. Jahrhundert als Burgstall ob Wandritsch genannt; Flur- und Hofname heute noch Burgstall(er) | |      | nein                                                                                                |
| St. Lambrecht                                         | Sankt Lambrecht              | Lage         | Burg                       | Burg wohl noch vor dem Stift, im 11. Jhdt., entstanden. Herren von St. Lambrecht im 13./14. genannt. | Ruine des Bergfrieds erhalten. |      | 72364                                                                                               |
| Altenhofen (Hof zu Katsch)                            | St. Peter am Kammersberg     | ungef. Lage  | Hof                        | im 11. Jahrhundert Verwaltungsmittelpunkt des Kammerguts Katsch. | abgekommen |      | nein                                                                                                |
| Befestigung Feistritz                                 | St. Peter am Kammersberg     | Lage         | Befestigung                | | befestigte Kuppe |      | nein                                                                                                |
| Schloss Feistritz                                     | St. Peter am Kammersberg     | Lage         | Schloss                    | ab 1343 erwähnt. Spätmittelalterlicher Wehrbau; im 16. Jahrhundert zu Schloss ausgebaut. | erhalten |      | 91323                                                                                               |
| Burg Glogthurn                                        | St. Peter am Kammersberg     | ungef. Lage  | Turmburg?                  | sagenhaftes Schloss. Flurnamen „Glogthurn“, „In der Burg“, „Burgwald“ u. ä. In der ersten Hälfte des 20. Jahrhunderts noch eine Mauer und ein Steinhaufen zu sehen. | abgekommen/verschollen |      | nein                                                                                                |
| Hof Peterdorf                                         | St. Peter am Kammersberg     | ungef. Lage  | Wehrhof                    | von Peterdorf im 14. Jahrhundert genannt. | abgekommen, verschollen; im heutigen Dorf Peterdorf. |      | nein                                                                                                |
| Wehrkirche St. Peter am Kammersberg                   | St. Peter am Kammersberg     | Lage         | Wehrkirche                 | Kirche um 1400 wehrhaft ausgebaut. | Wehranlagen abgekommen. |      | 57684                                                                                               |
| Turmburg am Kammersberg                               | St. Peter am Kammersberg     | ungef. Lage  | Turmburg                   | im 14. Jahrhundert erwähnt. vermutlich 1469 zerstört. 1700 als Ruine erwähnt. im 18./19. Jahrhundert zur Baumaterialgewinnung abgetragen. | abgekommen/verschollen |      | nein                                                                                                |
| Ortlhof                                               | Scheifling                   | Lage         | adeliger Hof               | landesfürstlicher Hof; im 13. Jahrhundert Liechtensteiner, im 14. Jahrhundert Teufenbacher. wurde später ein Bauernhof. | abgekommen. heutiger Bauernhof trägt Vulgonamen Ertl. |      | nein                                                                                                |
| Hof in der Peuge                                      | Scheifling                   | ungef. Lage  | adeliger Hof               | adeliger Hof; im 13./14. Jahrhundert genannt. | abgekommen, verschollen. bei Scheifling, wohl in einer Murschleife („Beuge“).                                                                                  |      | nein                                                                                                |
| Puchfeld                                              | Scheifling                   | Lage         | Befestigung                | | Befestigungsspuren; östlich markanter Graben |      | nein                                                                                                |
| Burg Schachenthurn (Tschakathurn, Schachenturm)       | Scheifling                   | Lage         | Burg                       | ab 1299 erwähnt. 1792 abgebrannt. | Ruine |      | 77098                                                                                               |
| Schloss Scheifling                                    | Scheifling                   | Lage         | Schloss                    | um 1500 errichtet. Im 20. Jahrhundert abgerissen. | nur einer der ehemals 4 kleinen Wehrtürme erhalten; Schloss abgekommen.                                                                                        |      | nein                                                                                                |
| Burg Scheifling                                       | Scheifling                   | ungef. Lage  | Burg                       | 1103 Suphlich genannt. ritterliches Geschlecht Ende 14. Jahrhundert ausgestorben. | abgekommen, verschollen, wohl nahe Granitzer(!)-Hof. |      | nein                                                                                                |
| Schloss Schrattenberg                                 | Scheifling                   | Lage         | Schloss                    | Sitz ab 1. Hälfte 12. Jahrhundert. Ab 1680 prächtiges Barockschloss statt der ruinös gewordenen Burg errichtet. 1915 abgebrannt. | Ruine |      | nein                                                                                                |
| Befestigung oberhalb des Zögermannhofs                | Scheifling                   | Lage         | Befestigung                | | deutliche Befestigungs- und Mauerreste; 2024 wiederentdeckt.                                                                                                   |      | nein                                                                                                |
| Toldlhof                                              | Scheifling                   | ungef. Lage  | adeliger Hof               | landesfürstlicher Hof; im 13. Jahrhundert Liechtensteiner, im 14. Jahrhundert Teufenbacher. wurde später ein Bauernhof. | abgekommen. heutiger Bauernhof trägt Vulgonamen Döltl. |      | nein                                                                                                |
| Hausberg beim Waldbauern                              | Scheifling                   | Lage         | Hausberg                   | | markante Kuppe |      | nein                                                                                                |
| Burg Baierdorf                                        | Schöder                      | Lage         | Burg                       | Sitz seit 9. Jahrhundert; mächtiger Wehrturm aus 13. Jahrhundert. | Wehrturm erhalten. |      | 7180                                                                                                |
| Gschlachtenhof (Pichlschloss)                         | Schöder                      | ungef. Lage  | Adelssitz                  | landesfürstlicher Hof. ab 1180 urkundlich erwähnt. vermutlich 1652 abgebrannt. | abgekommen/verschollen. |      | nein                                                                                                |
| Thurnegg, Baierdorf                                   | Schöder                      | Lage         | Burg                       | Schloss aus Amtshaus hervorgegangen. Im 18. Jahrhundert aufgegeben. Mitte des 20. Jahrhunderts noch Ruine vorhanden. | |      | nein                                                                                                |
| Burgstall Wachenberg                                  | Schöder                      | ungef. Lage  | Burgstall                  | im 13./14. Jahrhundert erwähnt; heute noch Hofname Burgstaller. | abgekommen |      | nein                                                                                                |
| Schloss Goppelsbach                                   | Stadl-Predlitz               | Lage         | Schloss                    | 1587 erbaut. | erhalten, bewohnt. |      | 118200                                                                                              |
| Burg Predlitz                                         | Stadl-Predlitz               | Lage         | Burg                       | mittelalterlich | neuzeitliche Kapelle mit kleinem Wehrmaurrest erhalten. |      | 118335                                                                                              |
| Fasshof (Vaßhof, Waschhof)                            | Teufenbach-Katsch            | Lage         | Gutshof                    | Edelsitz des 16. Jahrhunderts. | stark umgebaut |      | 119372                                                                                              |
| Göglburg                                              | Teufenbach-Katsch            | ungef. Lage? | Burg?                      | Flurnamen weisen auf möglichen ehemaligen Burgstandort hin. (Der Versuch Baravalles aus der ersten Hälfte des 20. Jahrhunderts, die im 13./14. Jahrhundert genannte Burg Wulfingstein hier zu lokalisieren, gilt längst als überholt; Wulfingstein lag in Niederösterreich.)                                                                         | |      | nein                                                                                                |
| Burg Katsch                                           | Teufenbach-Katsch            | Lage         | Burg                       | errichtet Ende des 11. Jahrhunderts. im 16. Jahrhundert umgebaut und um Vorburg (Lage) ergänzt. Verfall seit 18. Jahrhundert. | Ruine |      | nein                                                                                                |
| Murstätterhof                                         | Teufenbach-Katsch            | ungef. Lage  | Wehrhof                    | vom 13. bis ins 16. Jahrhundert in adeligem Besitz. | abgekommen; wohl beim vulgo Murstättenbauer. |      | nein                                                                                                |
| Pichlhof bei Frojach                                  | Teufenbach-Katsch            | Lage         | adeliger Hof               | im 17. Jahrhundert in adeligem Besitz, mit eigenem Burgfried. | |      | nein                                                                                                |
| Burg Pux                                              | Teufenbach-Katsch            | Lage         | Burg                       | ab 12. Jahrhundert erwähnt. Turm. im 16. Jahrhundert zu Schloss ausgebaut. | Ruine |      | 130733                                                                                              |
| Schloss Pux                                           | Teufenbach-Katsch            | Lage         | Schloss                    | 1911 errichtet. | erhalten, bewohnt. |      | nein                                                                                                |
| Höhlenburg Puxerloch (Luegg)                          | Teufenbach-Katsch            | Lage         | Burg                       | erwähnt ab 12. Jahrhundert. aufgegeben im 16. Jahrhundert. Anfang 19. Jahrhundert teils zerstört, da es Räubern als Unterschlupf diente. | Ruine |      | 36002                                                                                               |
| Turm bei Pux (Creina?)/Erdwerk Puxberg                | Teufenbach-Katsch            | Lage         | Turmburg                   | vielleicht der im 11. Jahrhundert genannte Sitz derer von Creina? | Turmrest erkennbar. |      | nein                                                                                                |
| Burg Saurau 1                                         | Teufenbach-Katsch            | Lage         | Burg                       | Burg bestand ab 13. Jahrhundert. im 16. Jahrhundert aufgelassen? | |      | nein                                                                                                |
| Burg Saurau 2 (Turmhügel Tennwald)                    | Teufenbach-Katsch            | Lage         | Burg                       | Burg Anfang des 12. Jahrhunderts errichtet. Ende 16. Jahrhunderts nur mehr Burgstall, und Sitz bereits zur Kirche verlegt? | |      | nein                                                                                                |
| Sitz Saurau                                           | Teufenbach-Katsch            | Lage         | Ansitz                     | im 16. Jahrhundert Meierhof der Burg in Sitz umfunktioniert. | |      | 92656(Nachfolgebau)                                                                                 |
| Höhlenburg Schallaun                                  | Teufenbach-Katsch            | Lage         | Burg                       | erwähnt ab Ende des 12. Jahrhunderts. Ende 16. Jahrhundert aufgegeben? | geringe Mauerreste |      | 36002                                                                                               |
| Burg (Alt-)Teuffenbach                                | Teufenbach-Katsch            | Lage         | Burg                       | Sitz seit 9. Jahrhundert? Burg; im 18. Jahrhundert verfallen. ab Ende 19. Jahrhundert teilweise wiederaufgebaut. | teils wiederhergestellt. bewohnt. |      | nein                                                                                                |
| Schloss (Neu-)Teuffenbach                             | Teufenbach-Katsch            | Lage         | Schloss                    | Hof im 16. Jahrhundert zu Schloss ausgebaut. | umgebaut, mit modernen Anbauten versehen, als Altersheim genutzt.                                                                                              |      | 94302 92522                                                                                         |